# Ионкин, Александр Михайлович
Александр Михайлович Ионкин (род. 26 сентября 1948) — мастер спорта СССР международного класса (хоккей с мячом, хоккей на траве).

## Биография
Родился в Уральске. Его брат — Анатолий — знаменитый футболист алма-атинского «Кайрата».
Александр в 1968 году был приглашен в алма-атинское «Динамо», где играл как в хоккей с мячом, так и в хоккей на траве.

### Хоккей с мячом
В хоккее с мячом имеет следующие достижения:
- Обладатель Кубка европейских чемпионов (1) — 1977
- чемпион СССР (1) — 1977
- серебряный призёр чемпионата СССР (6) — 1973, 1975, 1976, 1978, 1979, 1981
- бронзовый призёр чемпионата СССР (3) — 1971, 1974, 1983
- назывался в числе 22 лучших игроков чемпионата (5) — 1973, 1974, 1975, 1977, 1979

### Хоккей на траве
В хоккее на траве имеет следующие достижения:
- чемпион СССР (5) — 1972, 1973, 1975, 1976, 1977
- серебряный призёр чемпионата СССР (3) — 1970, 1971, 1974
- лучший бомбардир чемпионата (7) — 1971, 1972, 1973, 1974, 1975, 1976, 1977
- назывался в числе 22 лучших хоккеистов страны (8) — 1970, 1971, 1972, 1973, 1974, 1975, 1976, 1977
- признан лучшим нападающим (1) — 1976
- бронзовый призёр Межконтинентального кубка (1) — 1977
- в составе сборной провел 20 игр, забил 10 мячей
- участник чемпионатов Европы (2) — 1970, 1978
- победитель Спартакиады народов СССР (2) — 1979, 1983

### Тренерская карьера
В течение многих лет тренирует сборную Казахстана по хоккею с мячом и ХК «Акжайык» (Уральск).